# Czarnogórska Przełączka
Czarnogórska Przełączka (słow. Sedlo pod Kolovým úplazom, niem. Wiesensattel, węg. Pázsitos-nyereg) – płytka przełęcz znajdująca się na wysokości ok. 1770 m w dolnej części Bździochowej Grani w słowackich Tatrach Wysokich. Jest to głębsze z dwóch siodeł na odcinku grani biegnącym od wierzchołka Żółtej Czuby na północ i oddziela Samojedną Skałkę na południu od Czarnogórskiej Czuby na północy. Druga z przełęczy, Przełączka pod Żółtą Czubą, znajduje się nieco wyżej, pomiędzy Samojedną Skałką a Żółtą Czubą. Czarnogórska Przełączka jest położona tuż poniżej wierzchołka Czarnogórskiej Czuby.
Stoki zachodnie opadają z grani do Doliny Jaworowej i nazywane są Portkami. Spod przełączki zbiega na zachód jedna z odnóg Żlebu do Portek. Z kolei na wschód od Czarnogórskiej Przełączki znajduje się Dolina Kołowa. Wschodnie zbocza poniżej przełęczy porośnięte są trawą i kępami kosodrzewiny, a w ich dolnej części znajduje się długi pas urwistych skał.

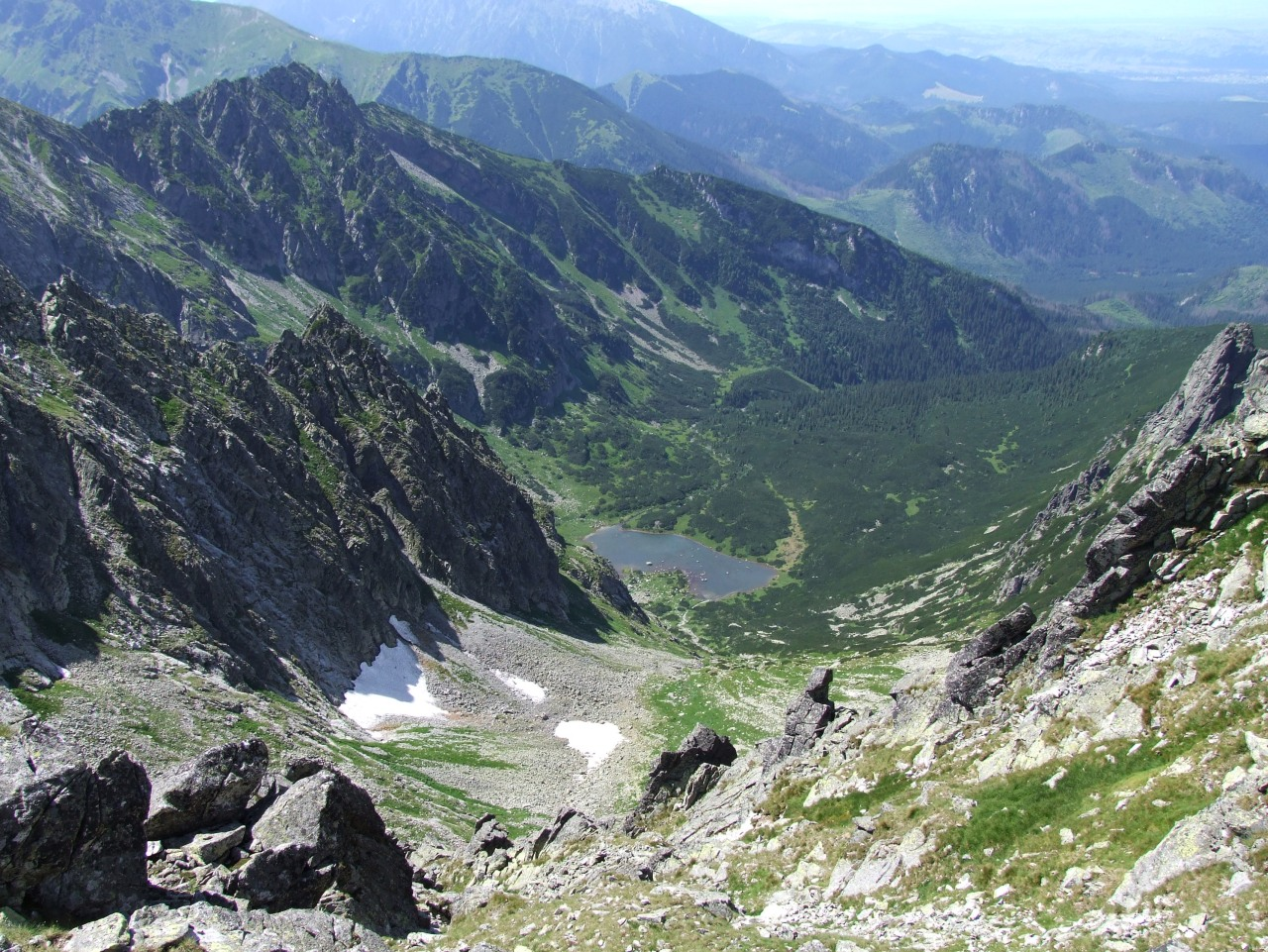
Czarnogórska Przełączka – siodło w środkowej części zdjęcia, ponad Kołowym Stawem

Na przełęcz nie prowadzą żadne szlaki turystyczne, natomiast najdogodniejsze drogi dla taterników wiodą od zachodu przez Portki oraz z Polany pod Upłazem przez wierzchołek Czarnogórskiej Czuby.
Przełęcz od dawna była uczęszczana przez myśliwych i pasterzy.